# Fémes medvelepke
A fémes medvelepke (Callimorpha dominula) a kvadrifid bagolylepkefélék családjába tartozó, Európában honos lepkefaj. 

## Megjelenése
A fémes medvelepke szárnyfesztávolsága 4,4-5,5 cm. Feje és tora fekete, zöldes fémes fénnyel, a tor közepén néha sárgás foltok látszanak. Potroha piros, közepén széles fekete hosszanti csíkkal; hasi oldala fémfényű fekete, lábszárai feketésbarnák. Elülső szárnya alapszíne fekete, erős zöldes-kékes fémfénnyel; rajta számos kisebb-nagyobb, szabálytalan, lekerekített folt látható; a szárnytőhöz közeliek, illetve a szegélyen lévő narancssárga, a külsők fehérek. Hátulsó szárnyának alapszíne sötétpiros (a tövén némi feketés szőrzettel), közepén és a szélén szabálytalan fekete foltokkal. A szárnyak fonákjának rajzolata hasonló a színéhez, de a fekete tompább, kevésbé fénylő, a világos foltok többnyire sárgák és a hátulsó szárny is sárgásabb piros. A szárnyak rojtja fekete. 
A hátulsó szárny ritkán sötétsárga is lehet, itt a fekete foltok kiterjedtek, a sárga szín a szárny tövére és néhány kisebb foltra korlátozódik; fonákja igen sötét és fénylő.
Petéi gömb alakúak, alsó részük levágott, színük zöldessárga. 
Hernyója kékesfekete, oldalán és hátán sárga-fehér sávval. Szemölcseiből közepesen hosszú, sárga és fekete szőrök nőnek. Bábja vörösbarna, fajmeghatározásra nem alkalmas.

## Elterjedése
Európában honos a Pireneusoktól és a Brit-szigetektől a Kaukázusig és az Urálig. Magyarországon a hegy- és dombvidékeken (Vasi-hegyhát, Mecsek, Balaton-felvidék, Pilis, Mátra, Bükk, Zemplén) nem ritka, helyenként és egyes években akár tömeges is lehet. AZ Alföldön ritka.  

## Életmódja
Nyirkos, mocsaras erdőkben, patakok mentén, lápok szélén él. Inkább éjjel aktív, de délután, kora este is repülhet. Éjszaka vonzzák a mesterséges fényforrások.  
Évente egy nemzedéke nő fel, imágóit május végétől júliusig lehet látni repülni vagy virágokon (pl. aszaton) nektárt szívogatni. Hernyója különféle erdei lágyszárú növényeken (pl. nefelejcs, lonc, gólyaorr, árvacsalán, csalán fajok), illetve bokrok és fák (kőris, szilva, szeder, nyárfa, fűz, szil) alsóbb ágain táplálkozik. A hernyó áttelel, majd a következő tavasszal április végén, összeszőtt levelek közötti szövedékben bebábozódik. Az imágók május végén, június elején bújnak ki a bábból.

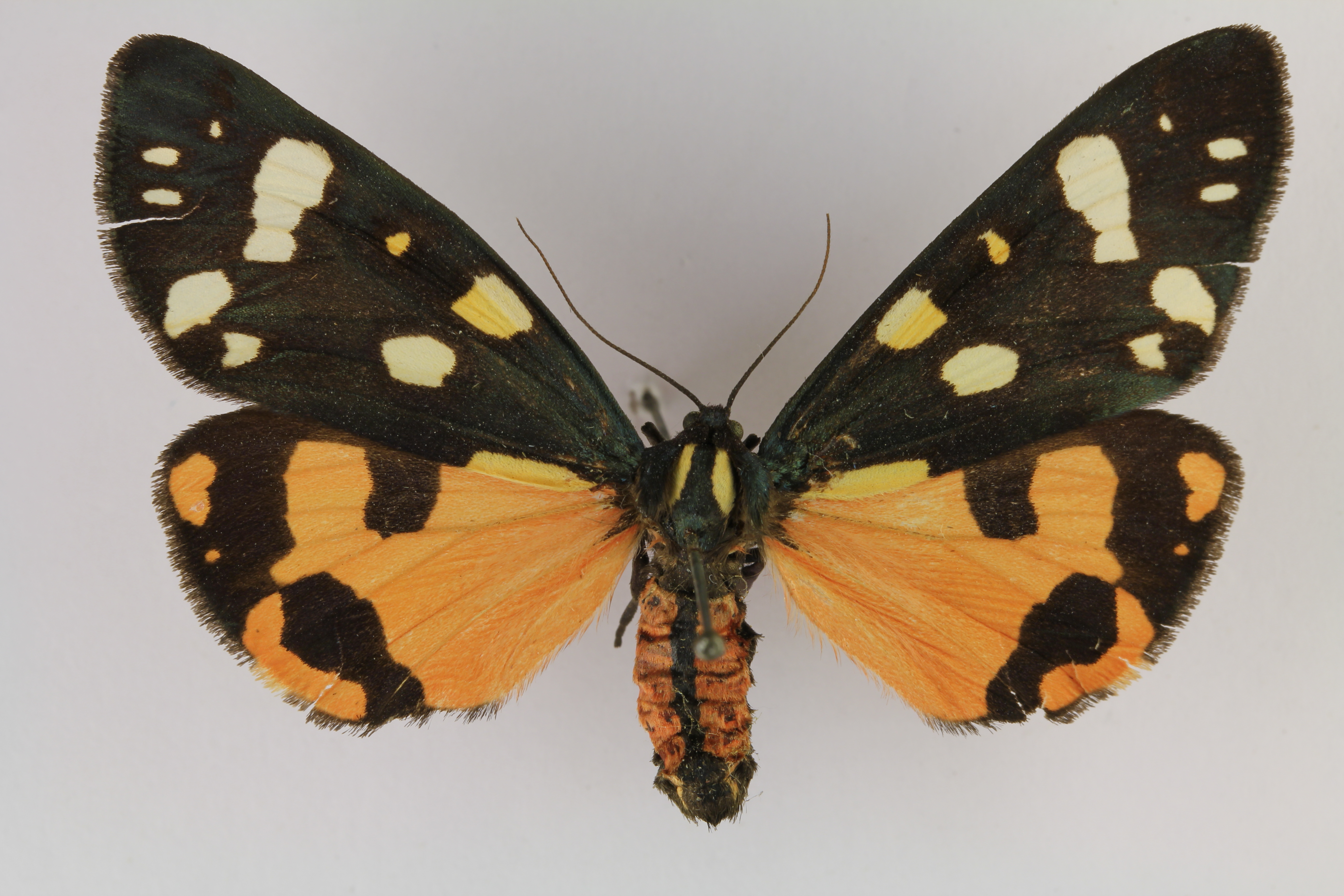
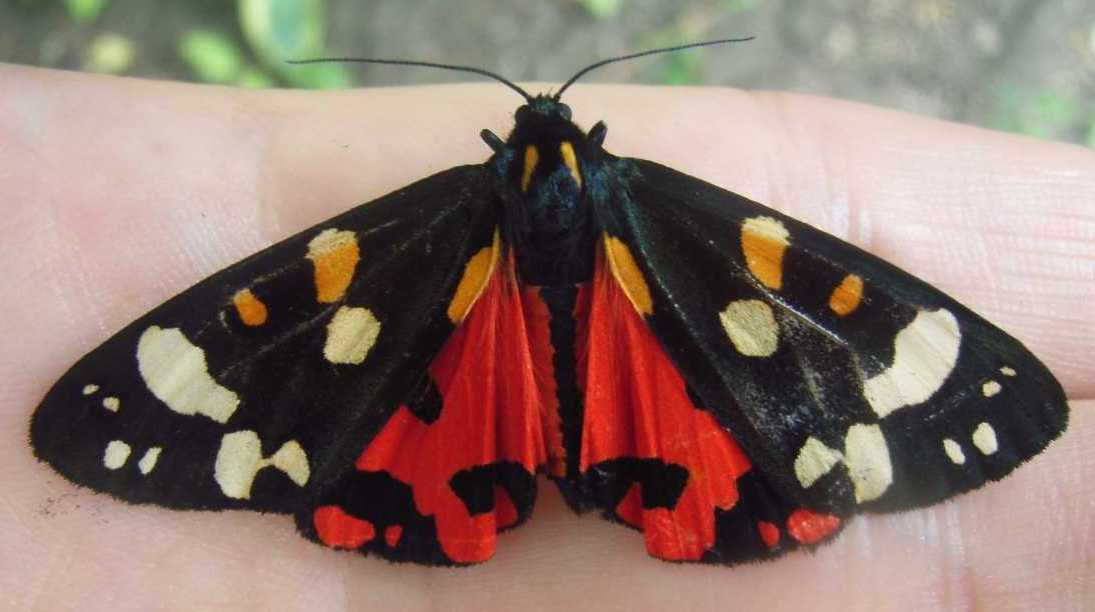
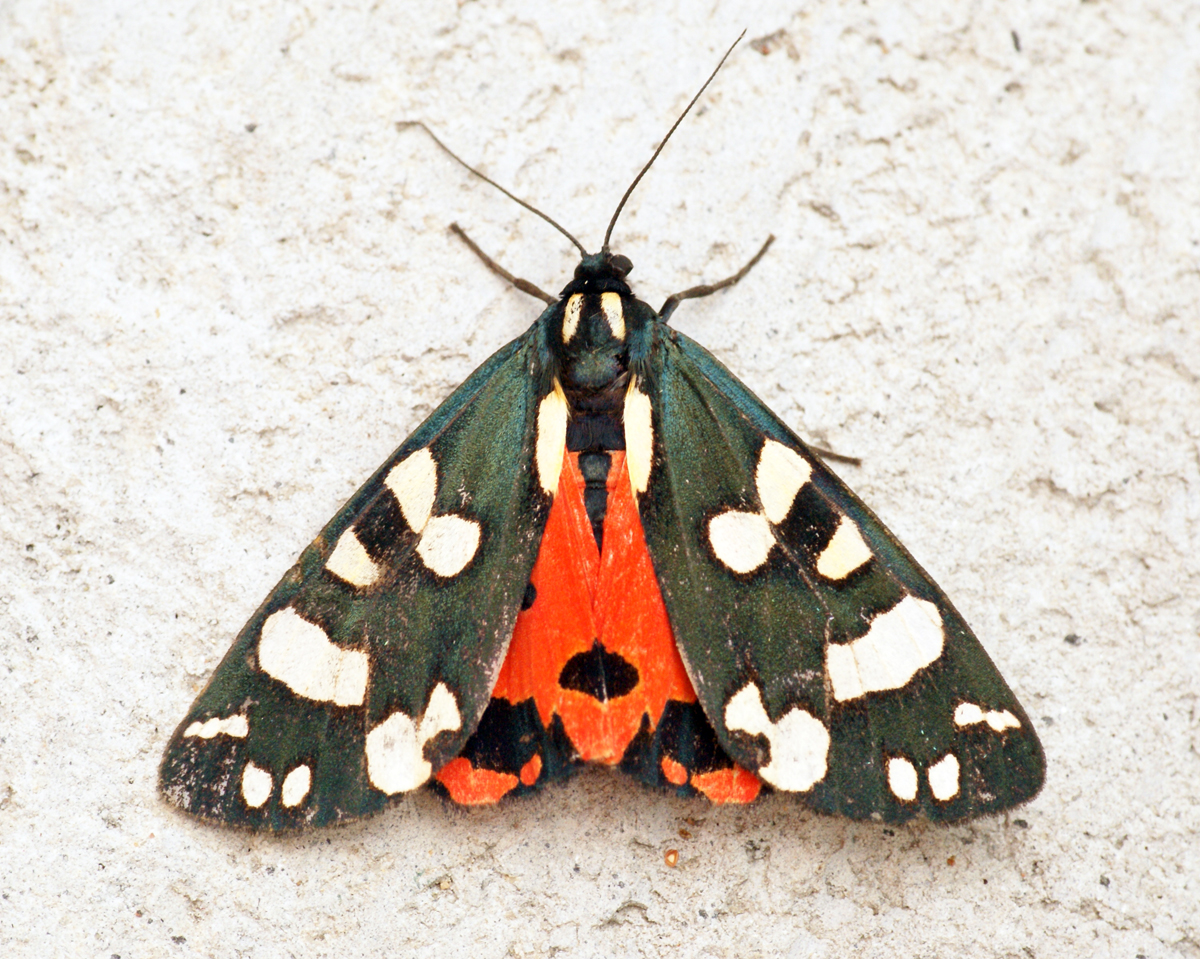
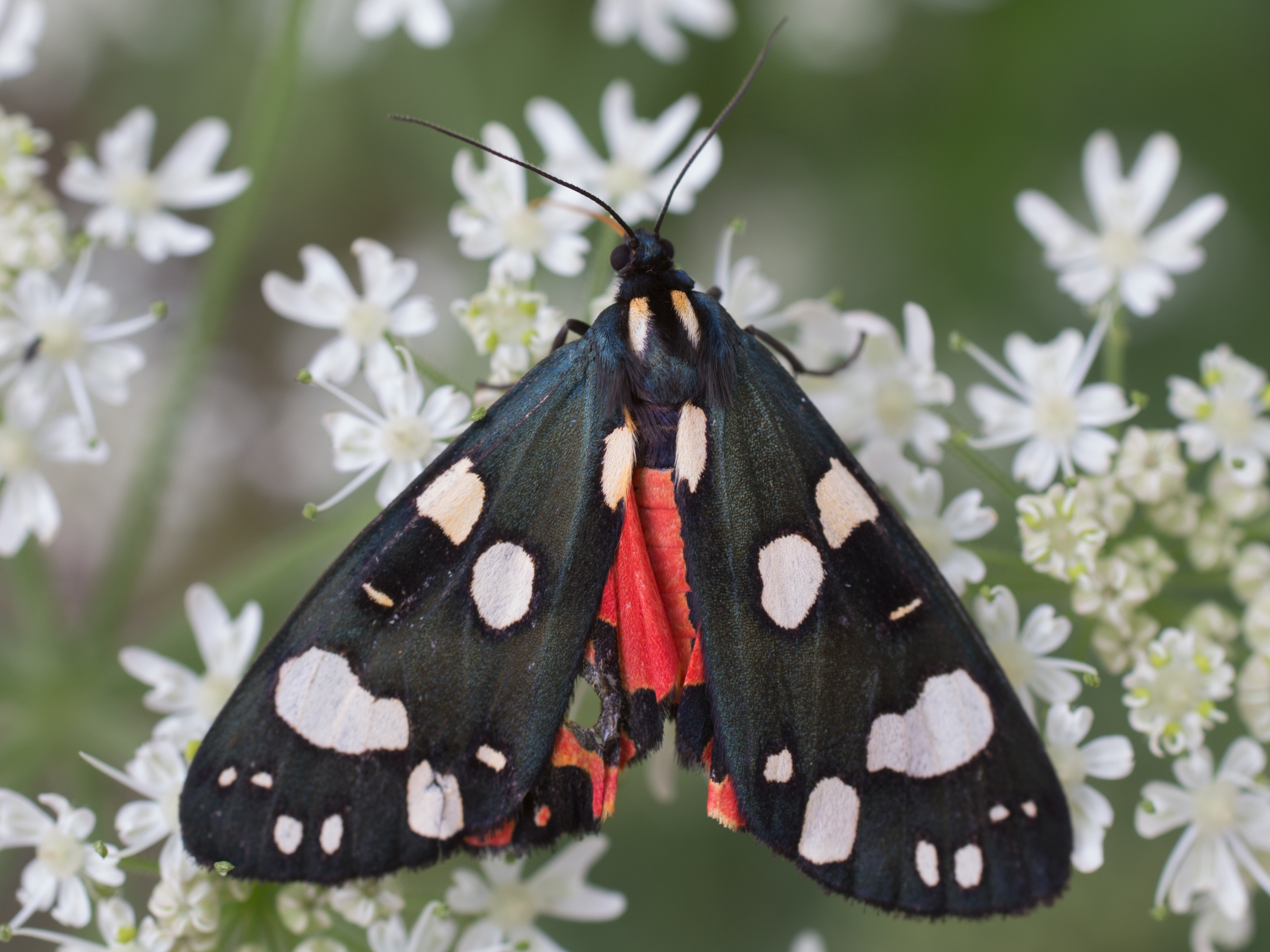
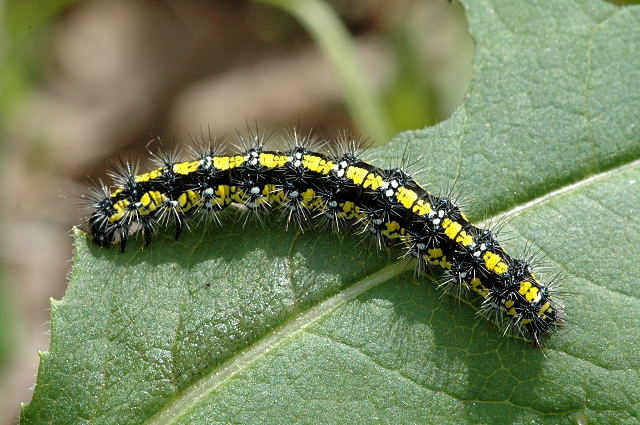

Magyarországon nem védett.